# ADH4
ADH4 (англ. Alcohol dehydrogenase 4 (class II), pi polypeptide) – білок, який кодується однойменним геном, розташованим у людей на короткому плечі 4-ї хромосоми.  Довжина поліпептидного ланцюга білка становить 380 амінокислот, а молекулярна маса — 40 222.
| 10         |  | 20         |  | 30         |  | 40         |  | 50         |
| ---------- |  | ---------- |  | ---------- |  | ---------- |  | ---------- |
| MGTKGKVIKC |  | KAAIAWEAGK |  | PLCIEEVEVA |  | PPKAHEVRIQ |  | IIATSLCHTD |
| ATVIDSKFEG |  | LAFPVIVGHE |  | AAGIVESIGP |  | GVTNVKPGDK |  | VIPLYAPLCR |
| KCKFCLSPLT |  | NLCGKISNLK |  | SPASDQQLME |  | DKTSRFTCKG |  | KPVYHFFGTS |
| TFSQYTVVSD |  | INLAKIDDDA |  | NLERVCLLGC |  | GFSTGYGAAI |  | NNAKVTPGST |
| CAVFGLGGVG |  | LSAVMGCKAA |  | GASRIIGIDI |  | NSEKFVKAKA |  | LGATDCLNPR |
| DLHKPIQEVI |  | IELTKGGVDF |  | ALDCAGGSET |  | MKAALDCTTA |  | GWGSCTFIGV |
| AAGSKGLTIF |  | PEELIIGRTI |  | NGTFFGGWKS |  | VDSIPKLVTD |  | YKNKKFNLDA |
| LVTHTLPFDK |  | ISEAFDLMNQ |  | GKSVRTILIF |  |            |  |            |

A: Аланін

C: Цистеїн

D: Аспарагінова кислота

E: Глутамінова кислота

F: Фенілаланін

G: Гліцин

H: Гістидин

I: Ізолейцин

K: Лізин

L: Лейцин

M: Метіонін

N: Аспарагін

P: Пролін

Q: Глутамін

R: Аргінін

S: Серин

T: Треонін

V: Валін

W: Триптофан

Кодований геном білок за функціями належить до оксидоредуктаз, фосфопротеїнів. 
Задіяний у таких біологічних процесах як поліморфізм, альтернативний сплайсинг. 
Білок має сайт для зв'язування з НАД, іонами металів, іоном цинку. 
Локалізований у цитоплазмі.